# 스카니아 시티와이드

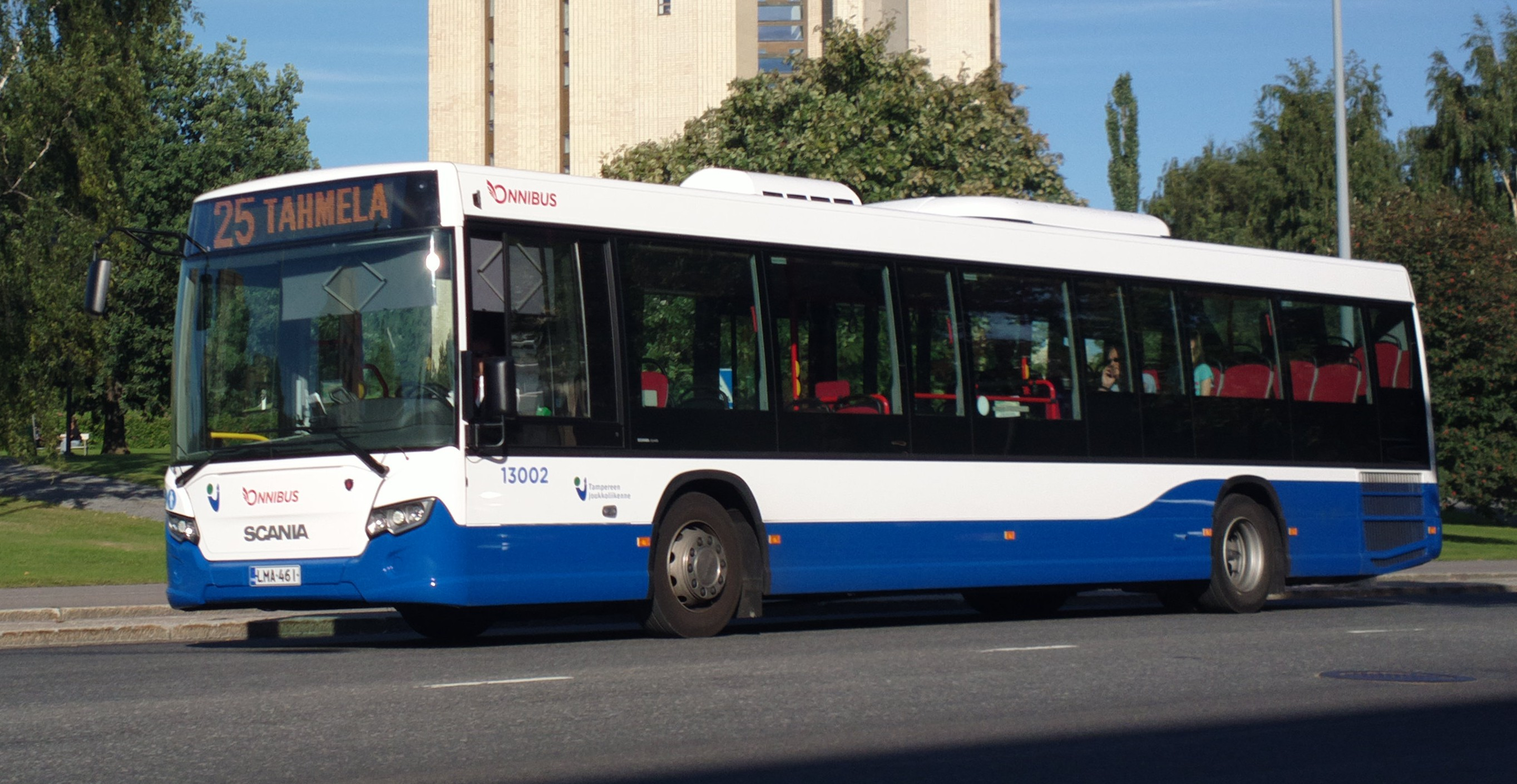

스카니아 시티와이드는 스카니아사에서 제작하는 저층 및 저진입 버스의 모델을 가리킨다. 현재 대한민국에는 수입되지 않는 차종이다.

## 스카니아 시티와이드의 변천사와 모델에 관한 설명
스카니아 시티와이드는 2011년에 처음 출시된 차종으로 시내버스, 시외버스, 관광버스의 용도로 쓰이는 차종이다. 1세대는 출시일인 2011년부터 2019년까지 생산되었으며 2019년부터는 2세대에 자리를 물려주고 1세대는 단종되었다. 2세대부터는 7인치 세미 디지털 계기판과 현대 트럭과 유사한 오디오 컨트롤이 장착된 새로운 스티어링 휠이 같이 추가되었다.

### 스카니아 시티와이드 LF
스카니아 시티와이드 LF는 스카니아 N-시리즈를 기반으로 하여 가로로 엔진이 있는 저층 시내버스의 용도로 쓰이는 차종이다. 2011년에 스카니아 옴니시티의 일부 모델을 대체하며 바닥이 낮고 안정적인 도심 서비스를 제공하기 위해 만들어진 차종이다. 굴절버스의 사양도 있으며 굴절버스는 스카니아 시티와이드 LFA로 알려진 차종이다.
스카니아 시티와이드 LFDD는 2014년에 처음으로 출시된 차종으로서 2층버스이고 2015년 2월부터 정식으로 시판되어 판매되는 차종이다. LFDD는 새롭게 개발된 6.7리터 DC07엔진을 장착하였고 커민스 ISB 6.7을 리브랜딩한 차종이다.
2019년부터 출시된 2세대는 횡방향 엔진을 대신해 측면 방향 세로 엔진으로 대체되었고 내연 기관 외에도 배터리 전기 버전까지 사용할 수 있게 출시되었다.

### 스카니아 시티와이드 LE
스카니아 시티와이드 LE는 세로로 엔진이 있는 저가의 시내버스, 시외버스, 관광버스의 용도로 쓰이는 차종이다. 스카니아 K-시리즈를 기반으로 하여 스카니아 옴니시티의 일부 모델을 대체하며 이 버스는 버스 앞쪽에 낮은 입구와 낮은 바닥 면적을 가지고 있지만 스카니아 시티와이드 LF와는 달리 완전히 낮지는 않은 차종이다. 스카니아 시티와이드 LEA로 알려진 굴절버스의 사양도 있으며 스카니아 시티와이드 교외 버전은 스카니아 시티와이드 교외로 판매가 된다.
북유럽 경쟁 시장에서는 같은 스카니아사에서 만드는 스카니아 옴니익스프레스의 3.20에 경쟁 차종으로도 출시가 된 차종이기도 하다.

## 경쟁 차종
- 볼보버스
- 메르세데스 벤츠
- MAN SE

## 같이 보기
- 스카니아
- 버스
- 상용차
- 스카니아 버스
- 스카니아 F-시리즈
- 스카니아 K-시리즈
- 스카니아 N-시리즈
- 스카니아 옴니링크
- 스카니아 옴니시티
- 스카니아 옴니익스프레스